# Vimbai Zimuto
Vimbai Zimuto, née le 19 octobre 1983 à Chitungwiza, est une musicienne, danseuse et chorégraphe zimbabwéenne, basée aux Pays-Bas.

## Biographie
Vimbai Zimuto commence à jouer du mbira à l'âge de douze ans. Elle joue du tambourin dans le groupe de percussion de son école à l'âge de six ans, et a également rejoint un groupe de danse traditionnelle. 
Étudiant la musique au lycée, elle intègre la chorale de l'école, et enregistre un premier album collectif de musique, Wedding Bells. Elle étudie également l'ethnomusicologie au Zimbabwe College of Music.

## Carrière musicale
Vimbai Zimuto joue du mbira et du marimba, deux instruments de musique traditionnels zimbabwéens, ainsi que des percussions traditionnelles zimbabwéennes.
La musicienne travaille sur plusieurs projets et programmes musicaux. Elle rejoint le musicien Oliver Mtukudzi et ses Black Spirits, avec lesquels elle réalise des tournées au Royaume-Uni, aux États-Unis et au Canada. Elle participe également à la comédie musicale Daughters of Africa, et part en tournée à travers les Pays-Bas,.
En 2020, Vimbai Zimuto est nommée aux Zimbabwe Music Awards dans la catégorie Meilleure musique alternative,.

## Controverse
En 2018, après qu'un avion de la compagnie aérienne Ethiopia Airlines à destination du Kenya s’écrase six minutes après son décollage à Addis-Abeba, tuant toutes les personnes à bord, la musicienne publie une photo d'elle nue avec pour légende : « Des cendres aux cendres, de la poussière à la poussière. Que toutes les personnes qui ont péri sur Ethiopian airlines reposent en paix. » Elle reçoit des réactions négatives, et choisit de répondre par une autre photo d'elle dénudée,.
En 2019, Vimbai Zimuto suscite à nouveau la controverse au Zimbabwe pour avoir publié des photos d'elle nue sur les médias sociaux. Pour l’artiste, la nudité est une forme d’art à part entière,.

## Discographie
- 2015 : Kure Kwemeso,
- 2018 : Hapana Kwaunoenda[13]